# Haco
Die Haco Holding AG (HACO Gruppe) ist ein Schweizer Nahrungsmittelhersteller mit Hauptsitz in Muri bei Bern/Schweiz. Das unabhängige Familienunternehmen wurde 1922 auf Betreiben des Chemikers Oscar Bally-Forcart als Genossenschaft gegründet und 1923 in eine Aktiengesellschaft umgewandelt. 1994 wurde die Holding gegründet und das Unternehmen anschliessend in die Haco Group umgewandelt.
Das Unternehmen stellt Convenience-Produkte wie Würzen, Gewürze, Suppen, Saucen, Fertiggerichte, Getreideriegel und Instantgetränke her. Zu Beginn produzierte das Unternehmen Pharmazeutika für eine Berner Apotheke.
1929 begann die Zusammenarbeit mit der Migros, welche seit jeher zu den grössten Kunden der Haco zählt.
Das Unternehmen hat nach eigenen Angaben 1'600 Mitarbeitende. Die HACO Gruppe umfasst 11 Unternehmen mit insgesamt 12 Standorten in Europa, Asien und Nordamerika. Der Umsatz beträgt etwa 500 Mio. CHF.
Zur Haco Holding AG gehören die Haco AG in Gümligen, die Narida AG in Schwarzenburg, die Gautschi AG in Utzenstorf, die Gutschermühle GmbH in Traismauer (A), Ravensbergen in Sassenheim (NL), die Merschbrock-Wiese GmbH in Rietberg (D), die Haco Asia Pacific Sdn Bhd in Kuala Lumpur (MY), GFF Inc. in Los Angeles (USA) und Plochman Inc in Chicago (USA) und Altius (CAN). Haco hat etwa 250 Aktionäre und ist nicht börsenkotiert. Die Aktionäre stammen zu einem grossen Teil aus den Gründerfamilien Sarasin, Bally, Ehinger und Oswald. Verwaltungsratspräsident ist Markus Kähr, CEO ist Emanuel Marti.
2018 wurde das HACO Innovation Lab (H!L) gegründet, welches die Aufgabe hat, relevante Food- und Ernährungstrends zu identifizieren und zu validieren.
Haco gehört zu den 500 grössten Unternehmen in der Schweiz.